# 楊春榮
楊春榮（1878年—1928年），緬甸名Yang Shwin Yong Tzu Ye，20世紀初的果敢世襲土司。楊春榮年幼時父親楊國華去世時，由叔父楊國正攝政。楊國正去世後，土司家族分裂，土司家族分為三股勢力分別統治，分裂的局面持續到楊文炳時期才統一。
由於土司家族分裂，土司衙門被家族的長輩佔據，楊春榮在柞地林另建新的衙門。與楂子樹的衙門相對，柞地林的衙門被稱為新衙門。